# 88 Minutes
88 Minutes is een Amerikaanse thriller uit 2007 onder regie van Jon Avnet. De film verscheen in Nederland rechtstreeks op dvd.

## Inhoud

### Proloog
Janie (Tammy Hui) en Joanie Cates (Vicky Huang) zijn samenwonende zussen die zich gereed maken om naar bed te gaan. Wanneer een van hen indoezelt, wordt de andere overvallen en verdoofd door een onherkenbaar personage. Ze wordt ondersteboven aan touwen opgehesen, waarna de dader haar rustig van top tot teen begint open te snijden. Het tweede zusje staat hetzelfde lot te wachten, maar net wanneer zij vastgebonden wordt opgehangen, wordt de dader gestoord in zijn activiteiten, waardoor ze gespaard blijft.

### Verhaal
Jack Gramm (Al Pacino) is een hoogleraar psychologie die bij rechtszaken functioneert als forensisch deskundige op zijn gebied. Het is negen jaar geleden dat de moord uit de proloog plaatsvond. Mede dankzij Gramm werd John Forster (Neal McDonough) schuldig bevonden aan het plegen van onder meer deze moord als de Seattle Slayer. Sindsdien zit hij opgesloten. De dag dat zijn doodstraf voltrokken zal worden, is inmiddels nabij.
Forster verschijnt op dat moment permanent in interviews op televisie waarin hij vurig bepleit dat hij onschuldig is en dat Gramm hem onterecht de dood injaagt. Deze geeft een college aan Kim Cummings (Alicia Witt), Lauren Douglas (Leelee Sobieski) en Mike Stempt (Benjamin McKenzie). Tijdens de les gaat zijn mobiele telefoon. Een vervormde stem vertelt hem dat hij nog 88 minuten te leven heeft. Terwijl Gramm op zoek gaat naar de herkomst van het telefoontje, wordt hij om de zoveel tijd gebeld en meegedeeld hoeveel tijd hij nog over heeft (Tick tock, 75 minutes to live Jack). Ondertussen duikt het ene na het andere moordslachtoffer op dat volgens de exacte modus operandi van de Seattle Slayer omgebracht is.

## Rolverdeling
- Al Pacino - Jack Gramm
- Alicia Witt - Kim Cummings
- Leelee Sobieski - Lauren Douglas
- Benjamin McKenzie - Mike Stempt
- Neal McDonough - John Forster
- Amy Brenneman - Shelly Barnes
- William Forsythe - FBI-agent Frank Parks
- Deborah Kara Unger - Carol Johnson
- Leah Cairns - Sara Pollard
- Stephen Moyer - Guy LaForge
- Christopher Redman - Jeremy Guber
- Brendan Fletcher - Johnny D'Franco
- Michael Eklund - J.T. Rycker
- Trilby Glover - Strafrechtadvocaat Bennett
- Carrie Genzel - Stephanie Parkman
- Kristina Copeland - Dale Morris
- Tammy Hui - Janie Cates
- Vicky Huang - Joanie Cates

## Titelverklaring
De 88 minuten die Gramm krijgt, vormen een verwijzing naar een traumatische gebeurtenis uit zijn verleden. Destijds liet hij zijn zusje alleen thuis achter om te verschijnen op een afspraak waarop hij zijn proefschrift verdedigde. Terwijl het meisje alleen thuis was, drong een sadistische moordenaar het huis binnen. Deze wist het meisje 88 minuten in leven te houden voor ze bezweek aan zijn martelingen. Gramm bezit een geluidsopname van het telefoongesprek waarin zijn in doodsnood schreeuwende zusje hem vraagt om hulp. Hiervan bezit alleen hijzelf en de politie een exemplaar.

## Trivia
- Vanaf het telefoongesprek waarin Gramm te horen krijgt dat hij nog 88 minuten te leven heeft, duurt de film nog 88 minuten.